# Saint-Laurent-de-Carnols
Saint-Laurent-de-Carnols è un comune francese di 487 abitanti situato nel dipartimento del Gard, nella regione dell'Occitania.

## Società

### Evoluzione demografica
Abitanti censiti